# 刘承勋 (南唐)
劉承勳，五代十国南唐官员。
劉承勳善于心計，烈祖李昪时爲糧料判官，升任为德昌宫使。德昌宫是南唐内帑别藏。从杨吴建國有江淮，就比他國富饒。烈祖節儉，山澤之利，堆积如山。太子李璟想要用杉木作版障，有司上奏，烈祖说杉木应该作戰艦，版障以竹子就行。保大以後貢奉日繁，德昌宫愈能得利。劉承勳畜养歌伎數十百人，每置一伎，價值數十萬，教才藝又費數十萬，还有配套的服飾、珠犀、金翠。江南李德诚、皇甫继勋等人的豪侈也没有超过他。宋太祖平荆湖，下詔沿江置船，漕运粮米入汴京。刘承勳想要交結中央王朝，督率巨艦，从長沙启程。南唐國亡，刘承勳歸宋，陳说漕米之事。宋太祖说：“这是你们国主勤王的，你有什么功劳。”特命不要任用他。很久以后，客居外地没有資财，裸身乞讨，不勝凍饿而死。